# Synallaxis frontalis
Synallaxis frontalis là một loài chim trong họ Furnariidae.